# آمفیتروئون

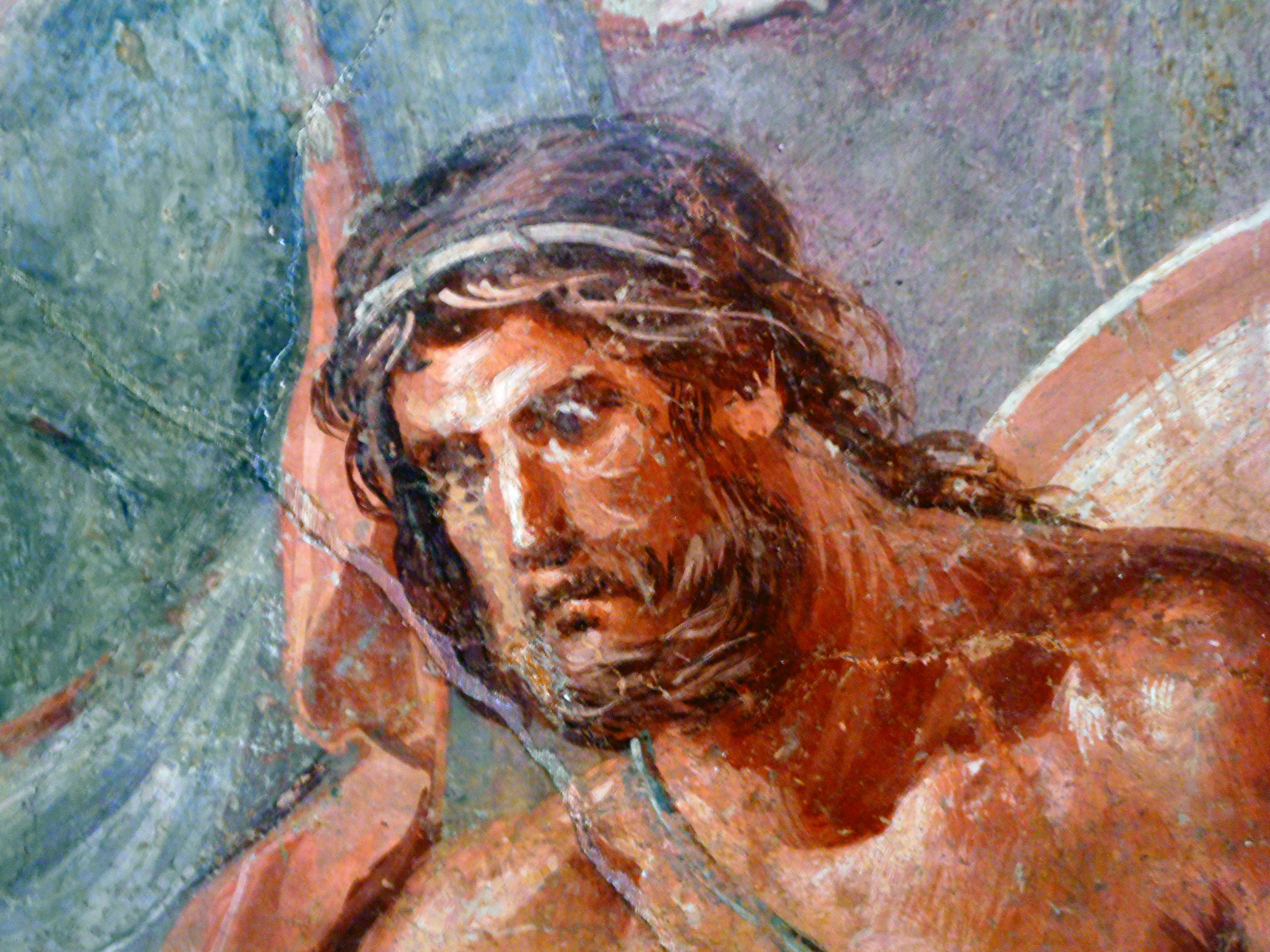
آمفیتریون

آمفیتروئون (به انگلیسی: Amphitryon) در اسطوره‌های یونان، پسر آلکایوس، پادشاه تیرینس در آرگولیس و نوهٔ پرسئوس بود. او یک سرکردهٔ بزرگ تبی بود که اصلیتی تیرینسی، در شرقی‌ترین قسمت پلوپونز داشت.
بر طبق گفته‌های هزیود، آلکتروئون، پادشاه موکنای و برادر آلکایوس، از آمفیتروئون درخواست کرد تا در نبود او برای رفتن به جنگ با اهالی جزیره تافیان که هشت پسرش را کشته بودند، از تاج و تخت او مراقبت کند. آلکتروئون قبل از رفتن، وعده ازدواج دخترش آلکمنه را به آمفیتروئون داد. هنگامی که آلکتروئون از جنگ بازگشت، آمفیتروئون به‌طور اتفاقی با پرتاب گرزی به سمت گله گاوها او را کشت. بعد از این ماجرا او همراه با آلکمنه به تبس گریختند. کرئون پادشاه تبس، او را از گناه قتل پاک نمود، اما آمفیتروئون موفق نشد عشق آلکمنه را بدست بیاورد تا اینکه آلکمنه هنگام ازدواج با او شرط کرد که تنها زمانی با او هم‌بستر خواهد شد که او انتقام هشت برادرش را از اهالی جزیره تافیان بگیرد. او شرط را پذیرفت و کرئون هم با آمفیتروئون توافق کرد که اگر آن‌ها را از شر روباه غول‌پیکر تئومسیان خلاص کند، به او کمک خواهد کرد. آمفیتروئون پس از غلبه بر روباه با لشگری به سوی جزیره تافیان تاخت. پادشاه تافیان، موهایی زرین داشت که او و شهرش را نامیرا و شکست‌ناپذیر ساخته بود. اما هنگامی که کومائثو دختر پادشاه آمفیتروئون را دید، شیفته او شد و موهای زرین پدرش را برید و او بلافاصله مرد. جزیره تافیان به دست آمفیتروئون افتاد، سپس کومائثو را به دلیل خیانت به شهر و پدرش کشت.
در طی زمانی که آمفیتروئون مشغول نبرد بود، زئوس خود را به شکل او درآورد و با آلکمنه هم‌بستر شد. آمفیتروئون روز بعد از نبرد بازگشت و به‌طور معمول او نیز با آلکمنه هم‌بستر شد؛ که در نتیجه این نزدیکی‌ها او دوقلو به دنیا آورد؛ هراکلس برای زئوس و ایفیکلس برای آمفیتروئون.

## در رسانه ها
اسکات ادکینز نقش آمیفتروئون را در فیلم افسانه هرکول بازی کرده است.